# Riedau
Riedau är en ort och kommun i Österrike. Den ligger i distriktet Schärding i förbundslandet Oberösterreich, 200 kilometer väster om huvudstaden Wien.
Kommunen består av 13 orter (Ortschaften) (inom parentes invånarantal 1 januari 2024):

- Achleiten (146)
- Bayrisch-Habach (32)
- Berg (65)
- Birkenallee (79)
- Habach (38)
- Ottenedt (130)
- Pomedt (261)
- Riedau (452)
- Schwaben (287)
- Schwabenbach (184)
- Stieredt (11)
- Vormarkt (176)
- Wildhag (160)